# 汪全胜
汪全胜（1968年6月—），安徽桐城人，中国法学家，山东大学（威海）教授。

## 生平
1992年本科毕业于安徽师范大学，后获安徽师范大学硕士和北京大学博士学位。曾于淮北煤炭师范学院任教。2004年调至山东大学威海分校，先后任山东大学（威海）法学院副院长，院长，党委书记。

## 学术贡献
主要从事立法学、宪政理论、法学理论等领域的研究工作。主持国家社会科学规划项目等科研项目10余项，发表论文120余篇。2010年入选“教育部新世纪优秀人才支持计划”，2012年入选“山东省十大优秀中青年法学家”。

## 学术兼职
中国立法学会常务理事，山东省法理学会副会长，山东省立法学会副会长。

## 著作
- 《立法听证研究》（2003年，北京大学出版社）
- 《立法效益研究》（2003年，中国法制出版社）
- 《制度设计与立法公正》（2005年，山东人民出版社）
- 《法律绩效评估机制论》（2010年，北京大学出版社）
- 《立法后评估研究》（2012年，人民出版社）
- 《法的结构规范化研究》（2015年，中国政法大学出版社）
- 《立法成本效益评估研究》（2016年，知识产权出版社）